# Astrologie mondiale
L’astrologie mondiale étudie les correspondances entre la marche du monde et le mouvements des astres. Selon les astrologues, c'est la forme la plus ancienne sous laquelle a été pratiquée l'astrologie. Parmi ses fonctions on trouve l'explication du passé et les pronostics quant-au destin collectif. L'astrologie politique, une variante importante de l'astrologie mondiale, s'occupait de thèmes astraux personnels, mais seulement dans la mesure où ils pouvaient avoir une signification plus large : c'est pourquoi la majorité des thèmes astraux qui ont été conservés jusqu'à nos jours sont des thèmes de personnages influents.

## Moyen Âge: transformation de l'astrologie mondiale
« Loin de nous laisser impressionner par le déterminisme et par la fatalité que propagent les astrologues (même sans le vouloir), libérons-nous, et diminuons les astres. Qu'ils nous éclairent et nous aident, mais sans toucher notre pleine responsabilité et liberté. »

— Thomas d'Aquin, Lettre à Réginald de Piperno
Au Moyen Âge, les thèses de Thomas d'Aquin sur la prépondérance du libre-arbitre influent durablement sur la pratique astrologique (chez les lettrés), tant et si bien que l'astrologie généthliaque (en) (l'édification de thèmes de naissances), qui peut confiner à une « abomination devant l'Eternel » (Dt 18:12) si elle entend prédire le destin, laisse graduellement la place à l'étude des grands cycles planétaires, et surtout des évolutions du cycle Jupiter-Saturne, d'une durée de vingt ans (la première décennie commence à la Grande conjonction, la seconde commence à l'opposition Jupiter-Saturne).

L'étoile de Bethléem, une conjonction Jupiter-Saturne particulière?

Paul Sidelko, médiéviste, estime que la condamnation et l'emprisonnement de Roger Bacon (1214-1294) en 1277 sont attribuables à l'hérésie d'avoir traité de la naissance de Jésus-Christ comme d'une naissance ordinaire, sous l'influence des astres (d'une conjonction de Jupiter et Saturne).

## Renaissance
À la Renaissance, la question du ciel de naissance du Christ refait surface. Au tournant du XVIIe siècle, un événement céleste qui n'arrive que tous les deux siècles se produit : la conjonction de Jupiter et Saturne passe d'un trigone au suivant. 
En effet, la Grande conjonction, plutôt que de se produire (tous les vingt ans) dans un des trois signes du triangle d'Eau (Cancer, Scorpion, Poissons), se produira, pour les deux prochains siècles, dans les signes de Feu (Bélier, Lion, Sagittaire). Les changements sont au nombre de quatre ; un cycle complet dure 800 ans (794,4 ans, plus précisément). 

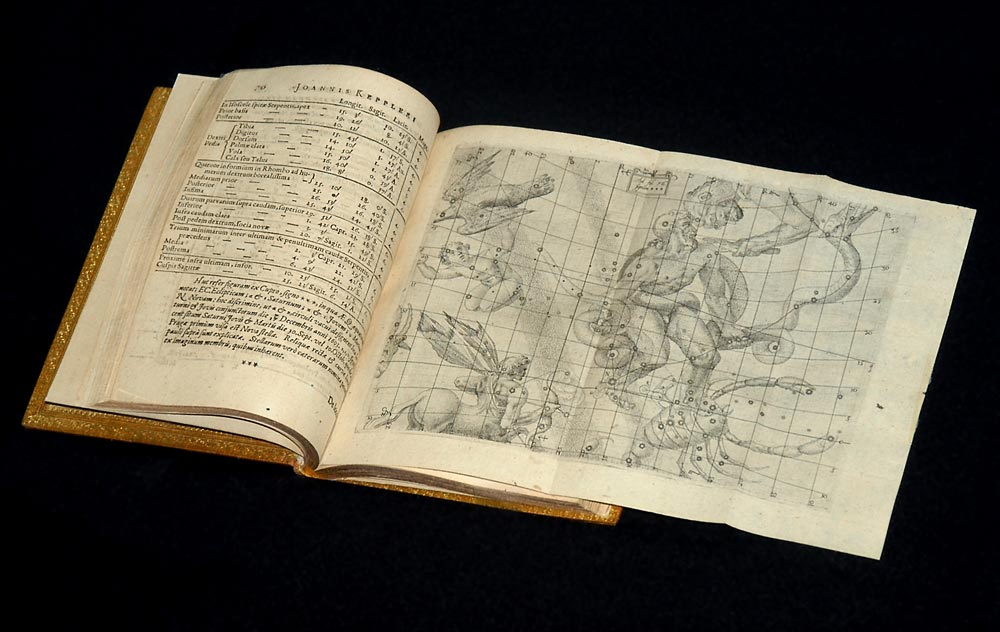
La supernova de 1604 dans De Stella Nova.

Johannes Kepler observe que la naissance du Christ correspond également au début d'un grand cycle de 800 ans[réf. nécessaire]. La ressemblance est accentuée à ses yeux par l'arrivée de Mars dans cette région du ciel, événement qui, selon ses calculs, s'est également produit 1600 ans — deux grands cycles — auparavant. Il en déduit que, de même qu'une nouvelle étoile est apparue dans un tel contexte, la supernova de 1604-1605, décrite dans De Stella nova in pede serpentarii, une autre étoile de ce type est probablement apparue aux rois mages Chaldéens — l'étoile de Bethléem. Kepler d'épiloguer : « Je ne doute pas que Dieu ait (ainsi) daigné répondre à la crédulité des Chaldéens ».

## Depuis leSiècle des Lumières
De nouveaux astres du système solaire ont été découverts (Uranus en 1781, Neptune en 1846, Pluton en 1930), et la symbolique de ces planètes (Pluton est considéré comme une planète en astrologie) a été rapprochée des événements concomitants à leur découverte, selon le principe de synchronicité cher à Carl Gustav Jung : la découverte d'Uranus a été mise en parallèle avec la Révolution française et l'indépendance des États-Unis, la découverte de Neptune avec la montée du communisme (Karl Marx et Friedrich Engels) et du romantisme, et la découverte de Pluton avec les régimes totalitaires hitlérien et stalinien, mais aussi avec la découverte de l'énergie atomique.
La planète Uranus a été jugée la dominante du thème astrologique des États-Unis d'Amérique. Cependant, dès 1966, Hadès a formulé que selon lui « un degré de plus existe, un dynamisme supérieur » : en 1966, il prévoyait déjà, pour 1984, une domination du monde disputée entre le bloc chinois et le bloc américain. Cette prévision est basée sur le fait que la période de révolution de Pluton (248 ans) excède de loin celle d'Uranus (84 ans), or la Chine suit selon lui les caractéristiques de Pluton, planète naine associée en astrologie à « l'éruption soudaine de forces longtemps accumulées ».
André Barbault, auteur prolifique en astrologie mondiale, a introduit un indice de concentration planétaire mesurant la somme des écarts (en degrés) des planètes du Système solaire entre elles. Dans la revue L'Astrologue n° 20 (4e trimestre 1972), André Barbault affirma : « Je tiens personnellement cet indice pour la clé de l'astrologie mondiale ; il représente le coefficient de répartition des planètes autour du Soleil. »  En clair, pour obtenir cet indice, on additionne les distances angulaires de tous les couples planétaires possibles. Parmi les irrégularités observées historiquement pour cet indice (en l’occurrence des maxima), on trouve la période des deux guerres mondiales et les années 1980, ce qui fit prédire à André Barbault une grave crise mondiale pour ces années-là.

## Astrologie mondiale etlibre-arbitre
Dans son livre L'Horoscopie cartésienne (Éditions Traditionnelles, 1965), l'astrologue Claire Santagostini a émis l'opinion suivante (page 136) : « L'histoire est faite par des hommes, en particulier par les grands hommes, et ces hommes sont libres.  De là, en Mondiale, les erreurs de diagnostic qui font tant rire nos adversaires et discréditent profondément l'astrologie. » Elle avait précisé dans son introduction : « (ce livre) s'adresse aux gens qui, ayant compris quelles indications utiles on peut trouver dans une horoscopie valable, ne veulent cependant renoncer ni à leur bon sens, ni à l'acquis précieux de la pensée et de la vie intellectuelle, ni à leur foi en l'homme, qui est vivant et libre. »